# アンドレア・カンビアーゾ
アンドレア・カンビアーゾ（Andrea Cambiaso, 2000年2月20日 - ）は、イタリア・ジェノヴァ出身のプロサッカー選手。ユヴェントスFC所属。ポジションはディフェンダー、ミッドフィールダー。

## 経歴

### クラブ
ジェノヴァに生まれ、2015年にジェノアの下部組織に加わった。2017-18シーズンはセリエDのアルビッソラにローン移籍し、ジローネEでの優勝を経験。翌シーズンも同じくセリエDのサヴォーナにローン移籍した。
2019年8月2日、セリエCのアレッサンドリアにローン移籍。2020年9月21日、セリエBのエンポリに買い取りオプション付きのローンで加入した。リーグ戦では7試合の出場のみとなったが、クラブはセリエBで優勝した。
2021-22シーズンは保有元のジェノアに戻ると、8月21日にアウェイのスタディオ・ジュゼッペ・メアッツァで行われたセリエA第1節インテル戦に先発し、セリエA初出場。続く29日にホームのスタディオ・ルイジ・フェッラーリスで行われた第2節のナポリ戦でも先発に名を連ねると、1点を追いかけるなか69分に右サイドからのパオロ・ギッリョーネのクロスに左足で合わせ、セリエA初得点を挙げた。シーズン終盤は怪我による欠場が続いたものの、最終的にリーグ戦26試合に出場し、1ゴール4アシストを記録。クラブは19位となり15シーズン続いたセリエAの舞台から去ることとなったが、自身に対してはシーズン終了後インテルやユヴェントスなどからの関心が報道された。
2022年7月14日、5年契約でユヴェントスに完全移籍。 翌日、ボローニャに1シーズンのローン移籍。2024年5月24日、クラブとの契約を2029年まで延長した。

### 代表
2021年8月30日、U-21イタリア代表に初招集された。11月12日にアウェイで行われたUEFA U-21欧州選手権2023予選のU-21アイルランド代表との試合で先発に名を連ね初出場を果たした。
2022年5月20日、イタリア代表を率いるロベルト・マンチーニは24日から26日にかけてコヴェルチャーノで行う若手選手のトレーニングキャンプに参加する53名を発表。カンビアーゾもそのメンバーに選出された。
2024年3月21日、ベネズエラとの親善試合でA代表初キャップ。このデビュー戦でアシストを記録した。6月にはUEFA EUROのメンバーにも選出され、3試合に出場した。

## プライベート
ジェノヴァ出身。幼少期は地元クラブの熱心なサポーターであり、かつてはスタジアムでボールボーイを務めた経験もある。
プロ選手となるまでの道のりは険しく、セリエDやセリエCでのレンタル移籍や、前十字靭帯断裂などの重傷を経験した。その経験を通じて、「あのケガがなければ今の自分はなかったかもしれない」と語っており、精神的な成長の転機となったことを明かしている。
オフ・ザ・ピッチでは、InstagramやPlayStationなどの使用に節度を設けており、「楽しさはあるが依存になり得るため自己管理している」とコメントしている。趣味としてゴルフを楽しみ、精神面の安定にもつながっているという。また将来的には大学進学も視野に入れていると語っている。

## 個人成績

### クラブ
| 国内大会個人成績 | 国内大会個人成績 | 国内大会個人成績 | 国内大会個人成績 | 国内大会個人成績 | 国内大会個人成績 | 国内大会個人成績 | 国内大会個人成績 | 国内大会個人成績 | 国内大会個人成績 | 国内大会個人成績 | 国内大会個人成績 |
| 年度             | クラブ           | 背番号           | リーグ           | リーグ戦         | リーグ戦         | リーグ杯         | リーグ杯         | オープン杯       | オープン杯       | 期間通算         | 期間通算         |
| 年度             | クラブ           | 背番号           | リーグ           | 出場             | 得点             | 出場             | 得点             | 出場             | 得点             | 出場             | 得点             |
| イタリア         | イタリア         | イタリア         | イタリア         | リーグ戦         | リーグ戦         | イタリア杯       | イタリア杯       | オープン杯       | オープン杯       | 期間通算         | 期間通算         |
| ---------------- | ---------------- | ---------------- | ---------------- | ---------------- | ---------------- | ---------------- | ---------------- | ---------------- | ---------------- | ---------------- | ---------------- |
| 2017-18          | アルビッソラ     | 9                | セリエD          | 21               | 0                | -                | -                | -                | -                | 21               | 0                |
| 2018-19          | サヴォーナ       | 8                | セリエD          | 32               | 2                | -                | -                | -                | -                | 32               | 2                |
| 2019-20          | アレッサンドリア | 20               | セリエC          | 17               | 0                | 1                | 0                | -                | -                | 18               | 0                |
| 2020-21          | エンポリ         | 47               | セリエB          | 7                | 0                | 2                | 0                | -                | -                | 9                | 0                |
| 2021-22          | ジェノア         | 50               | セリエA          | 26               | 1                | 2                | 0                | -                | -                | 28               | 1                |
| 2022-23          | ボローニャ       | 50               | セリエA          | 32               | 0                | 2                | 0                | -                | -                | 34               | 0                |
| 2023-24          | ユヴェントス     | 27               | セリエA          | 34               | 2                | 5                | 1                | -                | -                | 39               | 3                |
| 2024-25          | ユヴェントス     | 27               | セリエA          | 33               | 2                | 1                | 0                | -                | -                | 34               | 2                |
| 通算             | イタリア         | イタリア         | セリエD          | 53               | 2                | -                | -                | -                | -                | 53               | 2                |
| 通算             | イタリア         | イタリア         | セリエC          | 17               | 0                | 1                | 0                | -                | -                | 18               | 0                |
| 通算             | イタリア         | イタリア         | セリエB          | 7                | 0                | 2                | 0                | -                | -                | 9                | 0                |
| 通算             | イタリア         | イタリア         | セリエA          | 125              | 5                | 10               | 1                | -                | -                | 135              | 6                |
| 総通算           | 総通算           | 総通算           | 総通算           | 202              | 7                | 13               | 1                | 0                | 0                | 215              | 8                |

### 代表
| イタリア代表 | 国際Aマッチ | 国際Aマッチ |
| 年           | 出場        | 得点        |
| ------------ | ----------- | ----------- |
| 2024         | 13          | 2           |
| 2025         | 1           | 1           |
| 通算         | 14          | 3           |

#### ゴール
| #  | 年月日         | 開催地                                                      | 対戦国   | 勝敗 | 試合概要                                         |
| -- | -------------- | ----------------------------------------------------------- | -------- | ---- | ------------------------------------------------ |
| 1. | 2024年10月10日 | スタディオ・オリンピコ・ディ・ローマ（ イタリア）           | ベルギー | △2-2 | UEFAネーションズリーグ2024-25・リーグA           |
| 2. | 2024年11月17日 | スタディオ・ジュゼッペ・メアッツァ（ イタリア）             | フランス | ●1-3 | UEFAネーションズリーグ2024-25・リーグA           |
| 3. | 2025年6月9日   | マペイ・スタジアム＝チッタ・デル・トリコローレ（ イタリア） | モルドバ | ○2-0 | 2026 FIFAワールドカップ・ヨーロッパ予選グループI |

## タイトル

### クラブ
エンポリ
- セリエB（2020-21）[4]

ユヴェントス
- コッパ・イタリア（2023-24）[23]